# Emmy Loose
Emmy Loose, coneguda també com a Emmy Loose-Kriso (Karbitz, Bohèmia, 22 de gener de 1914 - Viena, 14 d'octubre de 1987) fou una cantant d'òpera (soprano) austríaca.

## Biografia
Emmy Loose va estudiar al Conservatori de Praga i va fer el seu debut en 1939 en l'òpera Die Entführung aus dem Serail (el rapte al serrall) de Mozart al Teatre Estatal de Hannover. El 1941 va arribar a l'Òpera de l'Estat de Viena. Va pertanya a aquesta companyia des de 1942 fins a la seva jubilació en 1976.
La soprano va interpretar més de 40 papers diferents, especialment en obres de Mozart i en òperes italianes. Dues-centes-quinze vegades va interpretar el paper de Papagena de Die Zauberflöte (la flauta màgica) de Mozart, i cent-trenta-cinc vegades el de Blondchen en Die Entführung aus dem Serail.
Va estar present en nombrosos festivals de música, com ara el Festival de Salzburg, el Maggio Musicale de Florència, el de Glyndebourne i a altres teatres d'òpera, com ara La Scala de Milà, Roma, Nàpols, Perusa, Florència, París, Ais de Provença, l'Òpera de Múnic, el Royal Opera House (Covent Garden) de Londres i el Gran Teatre del Liceu de Barcelona. En 1979 va donar per acabada la seva carrera escènica epr dedicar-se a donar classes a l'Escola de Música de Viana i a l'Acadèmia d'Estiu de Salzburg.
Al Gran Teatre del Liceu va actuar entres temporades: 1952-1953 (Les noces de Fígaro de Mozart, gener de 1953), 1953-1954 (Don Giovanni de Mozart i Der Rosenkavalier de Richard Strauss, gener de 1954), 1955-1956 (Die Entführung aus dem Serail, gener de 1956), 1957-1958 (Der Rosenkavalier, gener de 1958) i 1959-1960 (Die Entführung aus dem Serail, gener de 1960).
La seva germana és la cantant d'òpera, Friedl Loor (nascuda el 1919). Emmy Loose va actuar també sota el nom d'Emmy Loose-Kriso després de casar-se.
Emmy Loose va ser enterrada al cementeri Hietzinger Friedhof de Viena (grup 39, número 25).

## Distincions
- 1964: Medalla Mozart de la societat Mozartgemeinde de Viena[10]
- Nomenada cantant de cambra (Kammersängerin) d'Àustria

## Enregistraments (selecció)
- Bach: Missa en si menor, amb Emmy Loose, Hilde Ceska, Gertrud Burgsthaler-Schuster, Anton Dermota, Alfred Poell, director Hermann Scherchen, Cor de Cambra de l'Acadèmia de Viena, Orquestra Simfònica de Viena. Westminster 1950.
- Wolfgang Amadeus Mozart: Die Entführung aus dem Serail, amb Emmy Loose, Wilma Lipp, Walther Ludwig, director Josef Krips, Orquestra Filharmònica de Viena. Viena 1950.
- Wolfgang Amadeus Mozart: Così fan tutte, amb Emmy Loose, Lisa Della Casa, Christa Ludwig, Anton Dermota, director Karl Böhm, Orquestra Filharmònica de Viena, Viena 1955.
- Gustav Mahler: Simfonia núm. 4, amb Emmy Loose, The Philharmonia Orchestra, director Paul Kletzki, HMV SXLPH 1506 Stereo. 1958.
- Franz Lehár: Die lustige Witwe, amb Elisabeth Schwarzkopf, Nicolai Gedda, Erich Kunz, Emmy Loose, Philharmonia Orquestra i Cor, director Otto Ackermann, EMI 1953.